# Rettungsflugzeug

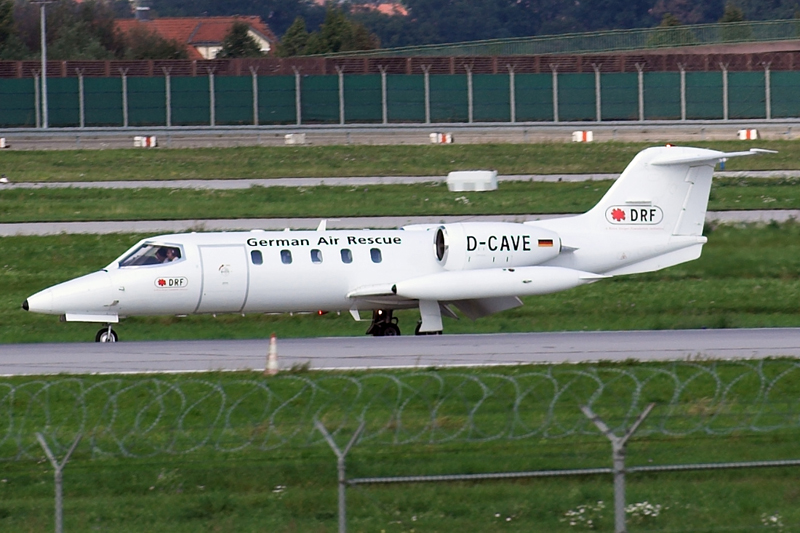
Learjet 35A der DRF als Ambulanzflugzeug

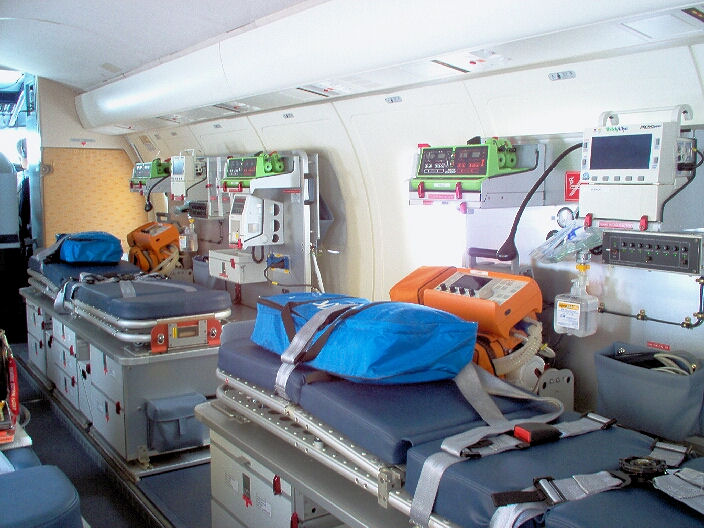
Innenansicht eines Ambulanzflugzeugs Dornier 328 Jet

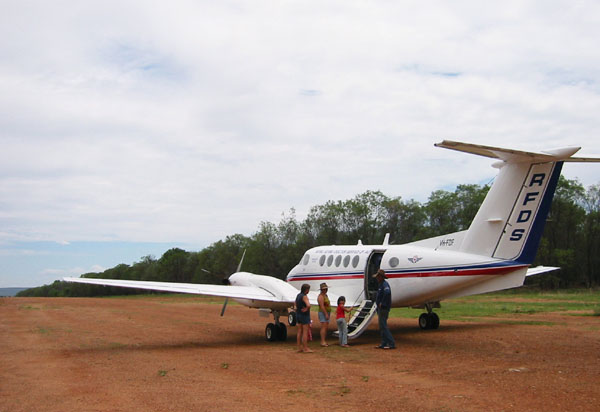
Eine Beechcraft Super King Air 200 als Sanitätsflugzeug des RFDS in Australien

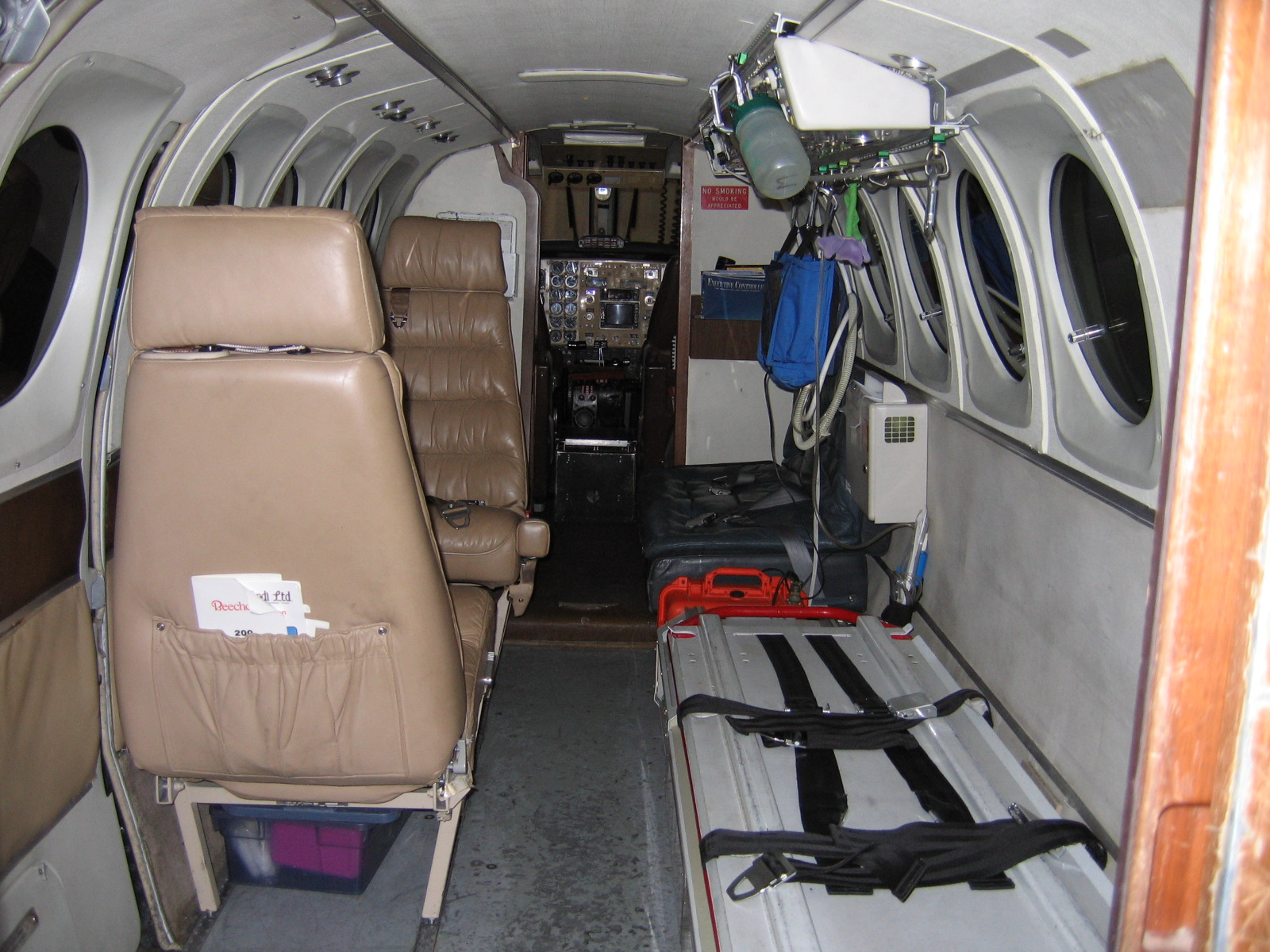
Innenraum einer Beechcraft Super King Air 200 als Sanitätsflugzeug des RFDS

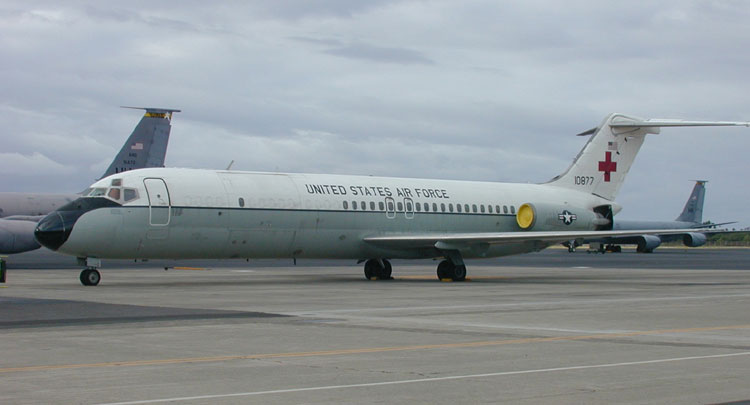
McDonnell Douglas C-9 Nightingale der USAF als Ambulanzflugzeug

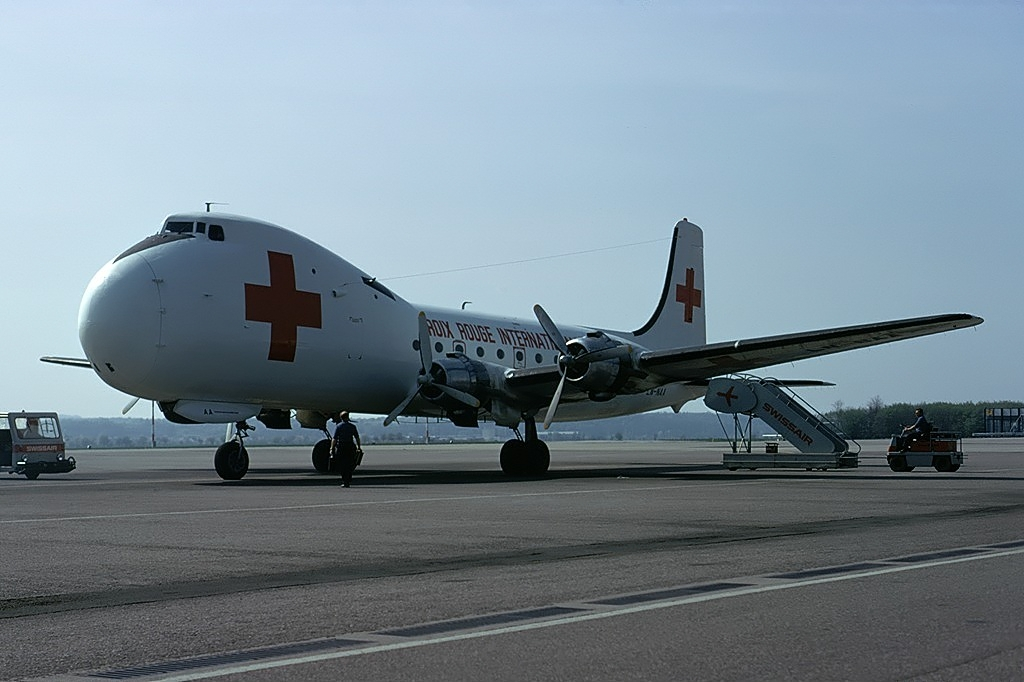
Aviation Traders ATL-98 Carvair geleast vom IKRK im Jahre 1975

Ein Rettungsflugzeug (auch Sanitätsflugzeug oder Ambulanzflugzeug genannt) ist ein speziell ausgerüstetes Flugzeug, mit dem Verletzte oder Kranke z. B. aus dem Ausland zurück ins Heimatland geflogen werden können. Hauptsächlich werden diese von Verkehrswachten wie dem ADAC oder von Hilfsorganisationen wie der DRF Luftrettung (DRF), der Schweizerischen Rettungsflugwacht REGA, FAI rent-a-jet (FAI) oder dem Deutschen Roten Kreuz (DRK) betrieben. Daneben verfügen auch mehrere Luftstreitkräfte über entsprechende Flugzeuge.

## Ausstattung
In Ambulanzflugzeugen können, je nach Kabinengröße, bis zu sechs Kranke liegend transportiert werden. Krankentragen in Flugzeugen werden, dem anglisierten Sprachgebrauch in der Luftfahrt entsprechend, auch in Deutschland als Stretcher bezeichnet. Die medizinische Ausstattung der Flugzeuge ist abhängig von der betreibenden Gesellschaft. Zum Standard gehört immer eine komplette Rettungswagenausrüstung, die bei Bedarf noch durch weitere intensivmedizinische Komponenten erweitert werden kann, so dass sich auch intubierte Patienten transportieren lassen. Es werden Sauerstoffflaschen mitgeführt und ein Verdichter zur Herstellung von Druckluft als Betriebsgas für Beatmungsgeräte wird eingebaut. Umbauten von Flugzeugkabinen müssen in Deutschland vom Luftfahrt-Bundesamt abgenommen werden.
Oft werden entsprechend ausgestattete Learjets verschiedener Serien oder seit einigen Jahren auch größere Maschinen wie die Dornier 328-300 (auch bekannt als Dornier 328Jet) oder vergleichbare Modelle verwendet. Ein weiteres öfter als Rettungsflugzeug eingesetztes Muster ist die Beechcraft King Air und ihre größere Ausführung Super King Air sowie die Pilatus PC-6 oder Pilatus PC-12, alle drei mit Turboprop-Triebwerken. Es gibt aber auch kleinere Flugzeuge, die für diesen Zweck eingesetzt und von Kolbenmotoren angetrieben werden, wie etwa die Dornier Do 27 Dornier Do 28 PZL-104, Aero L-60 Brigadýr sowie die Britten-Norman BN-2 Islander.

## Hilfsorganisationen
Ambulanzflugzeuge werden von Hilfsorganisationen, Verkehrsclubs und privaten Anbietern betrieben. Eine international bekannte Organisation, die mehrere Rettungsflugzeuge betreibt, ist der Royal Flying Doctor Service (RFDS) in Australien, der für Menschen in den wenig besiedelten Gebieten des Landes die ärztliche Versorgung gewährleistet und innerhalb von zwei Stunden jeden Ort in Australien erreichen kann. Auch vom Internationalen Roten Kreuz (IKRK) werden Flugzeuge, etwa Douglas DC-7 oder Aviation Traders ATL-98 für diesen Zweck geleast und temporär entsprechend dem beabsichtigten Einsatzzweck eingerichtet.

## Luftstreitkräfte

### Bundeswehr
Die Bundeswehr bzw. die Luftwaffe unterhält im Rahmen des eigenen Sanitätsdienstes einen Airbus A310, der bei Bedarf zu einer fliegenden Intensivstation ausgebaut werden kann. Dort finden neben der 25 starken medizinischen Crew bis zu 56 teilweise schwer- und schwerstverletzte Personen Platz. Davon können 6 Patienten intensivmedizinisch betreut werden.

### Andere Staaten
Auch die Luftstreitkräfte verschiedener weiterer Staaten verfügen über voll eingerichtete Ambulanzflugzeuge oder können diverse Flugzeugtypen jederzeit entsprechend ausstatten. So verfügte beispielsweise die United States Air Force (USAF) über einige Douglas DC-9, die als Ambulanzflugzeuge unter der Bezeichnung C-9A Nightingale bereitgehalten wurden. Daneben können die großen vierstrahligen Transportflugzeuge vom Typ McDonnell Douglas C-17 Globemaster III bei Bedarf ebenfalls zu einer fliegenden Intensivstation ausgebaut werden.

## Einsatzbereiche

### Ziviler Bereich

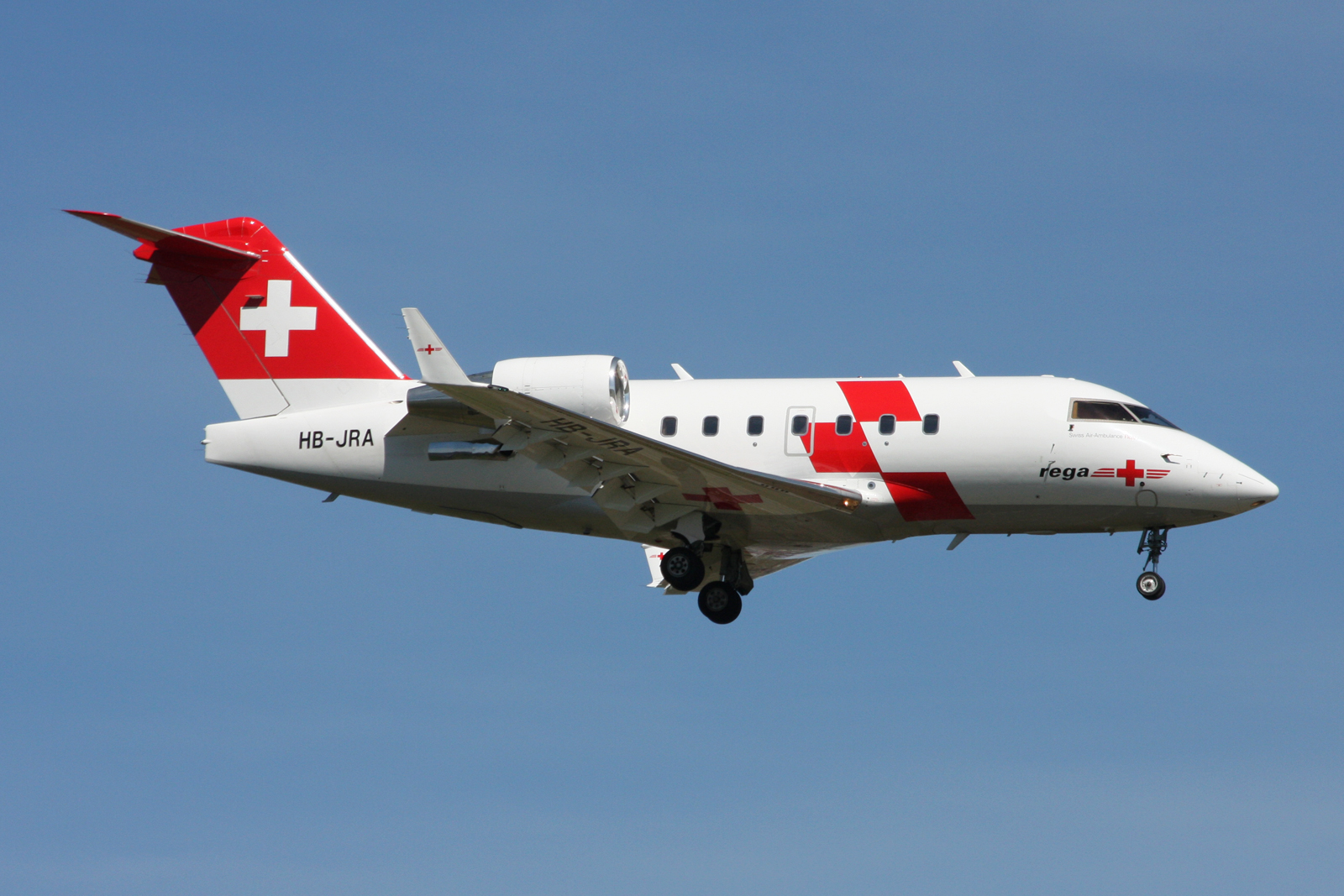
Ambulanzjet Bombardier Challenger 604 der Schweizerischen Rettungsflugwacht REGA

Im zivilen Bereich werden Sanitätsflugzeuge meistens für Krankenrückholtransporte verwenden. Sie bieten schwerverletzten oder erkrankten Patienten die Möglichkeit, nach Herstellung der Transportfähigkeit die weitere Behandlung in Heimatnähe durchführen zu lassen. Die Flüge sind in Deutschland keine Leistung der gesetzlichen Krankenversicherung. Allerdings sind sie zum Teil für Mitglieder von Automobilclubs oder Fördermitglieder von Luftrettungsvereinen in der Mitgliedschaft inbegriffen. Die Beantragung eines Krankenrückholtransportes per Ambulanzflug läuft im zivilen Bereich anders ab als im militärischen Bereich. Der Erstkontakt erfolgt meist durch Familienmitglieder der verunglückten oder verletzten Person telefonisch an private Dienstleister oder an Vereine wie die IFA Flugambulanz e. V. Vereinzelt werden Ambulanzflugzeuge auch bei der Abschiebung von Schwerkranken eingesetzt.
Um die Kosten für den Anforderer des Transportes niedrig zu halten, wird oft auf kleinere Maschinen zurückgegriffen. Die Beechcraft King Air 200 ist eines der weltweit am häufigsten eingesetzten Ambulanzflugzeuge für die private Rückholung. Das Ambulanzflugzeug hat Platz für den Patienten und eine Begleitperson: Abhängig vom Zustand des Patienten kann dies ein Notarzt oder ein Notfallsanitäter sein.
Private Dienstleister garantieren oft einen Bett-zu-Bett-Service, der die Abholung aus dem Krankenhaus vor Ort und die Übergabe an das Wunschkrankenhaus in der Heimat beinhaltet. Des Weiteren wird bei privaten Rückholungen per Ambulanzflugzeug kein Sammelservice angeboten, d. h. das Ambulanzflugzeug landet nicht an weiteren Flughäfen um weitere Patienten abzuholen, sondern ist nur für einen Patienten im Einsatz.

### Militärischer Bereich
Die Sanitätsflugzeuge des Militärs werden vor allem bei Katastrophen (z. B. Erdbeben) oder im Kriegs- und Konfliktfall eingesetzt, oft auch in Unterstützung verbündeter Streitkräfte oder der Bevölkerung befreundeter Staaten. Je nach Lage werden entweder verwundete bzw. verletzte Soldaten einer in der Regel besseren medizinischen Versorgung in der Heimat zugeführt, oder sie unterstützen auch die medizinische Versorgung betroffener Zivilisten im Ausland.

## Historische Rettungsflugzeuge

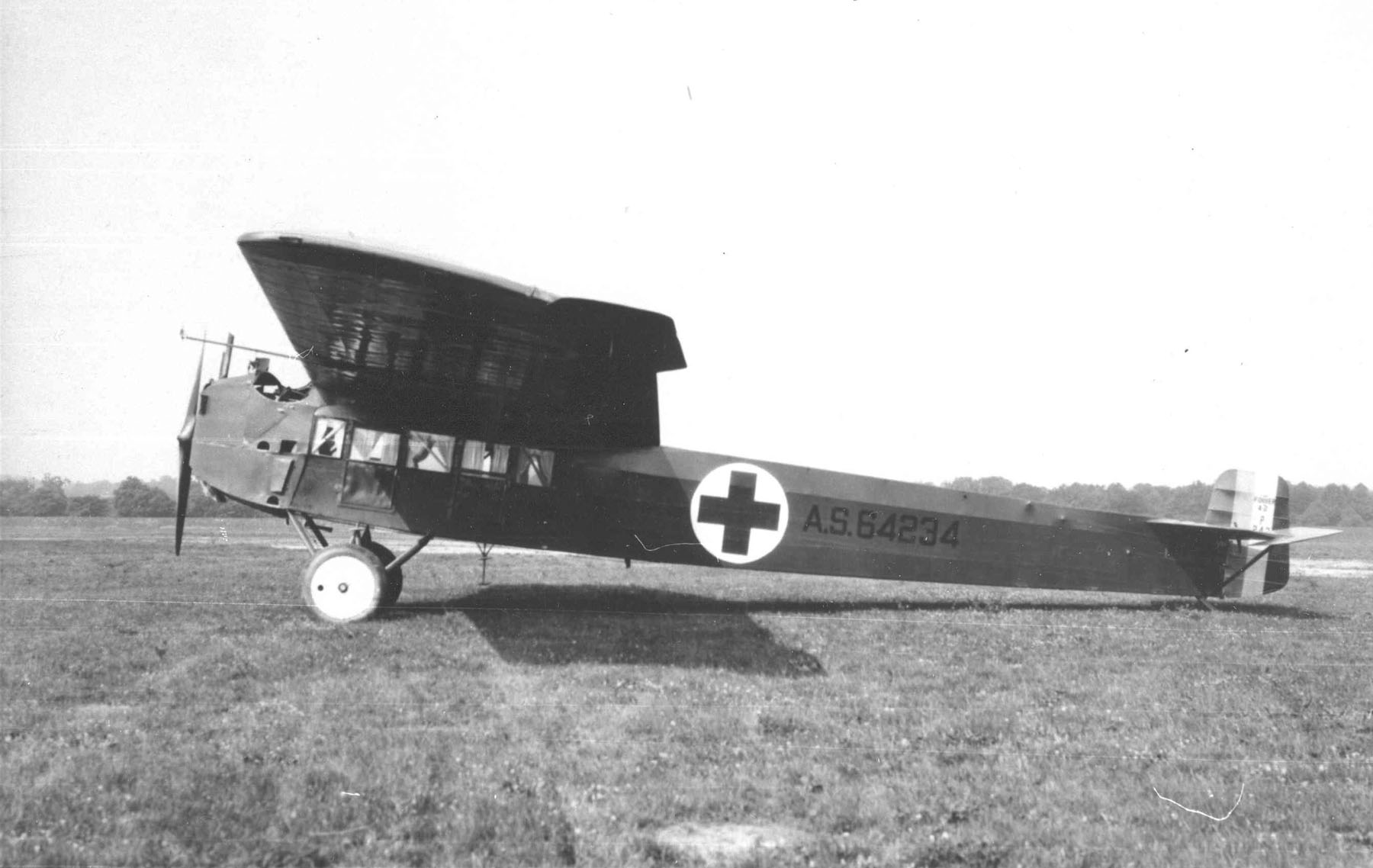
Ambulanzflugzeug Fokker A-2 (T-2) des United States Army Air Service (USAAS) von 1922
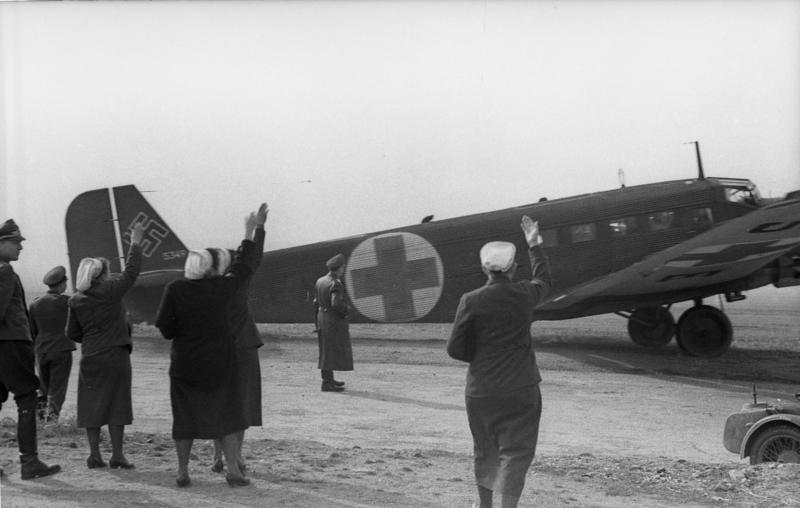
Junkers Ju 52/3m als Sanitätsflugzeug der Luftwaffe
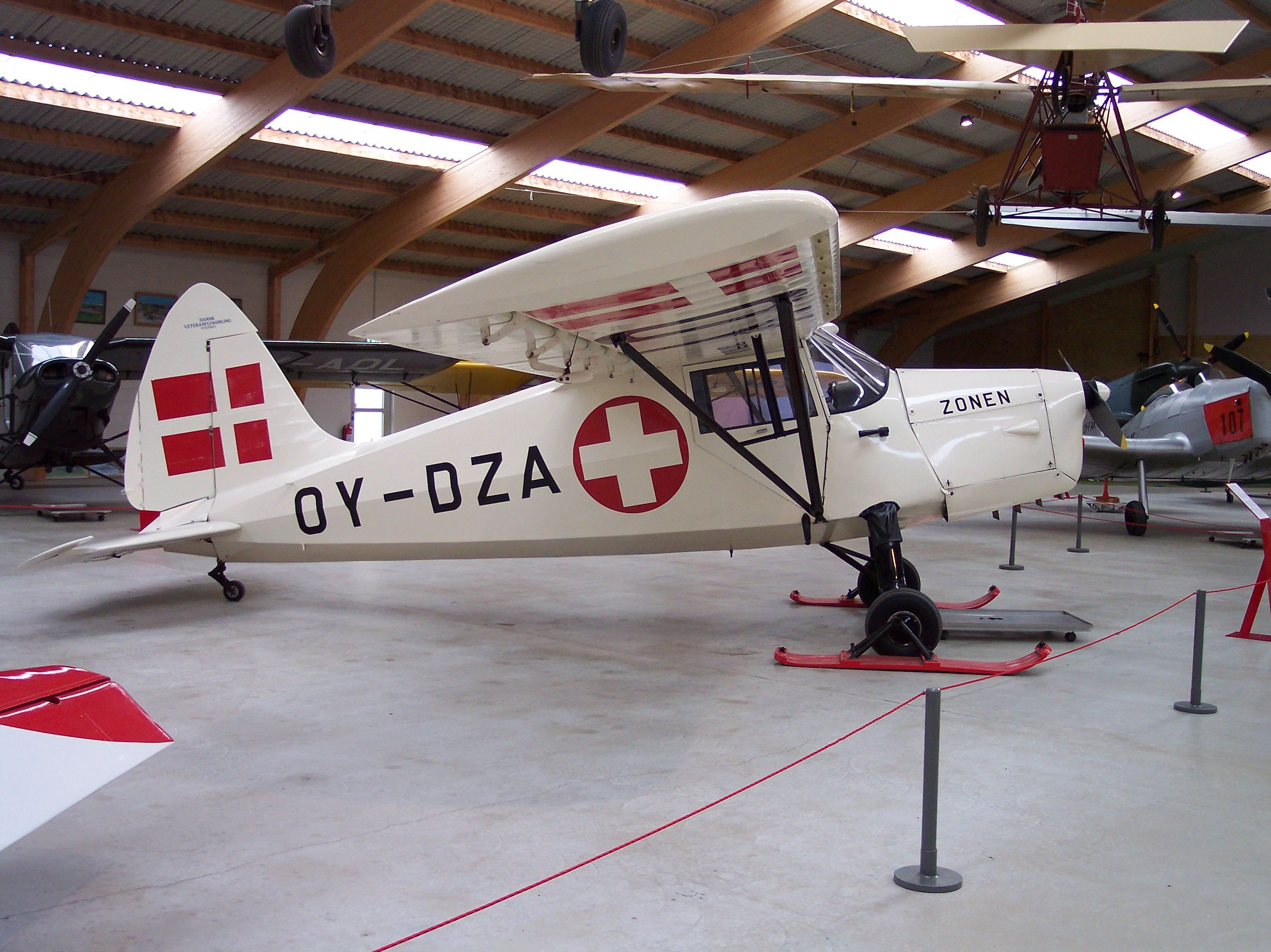
SAI KZ III der Dänischen Luftambulanz
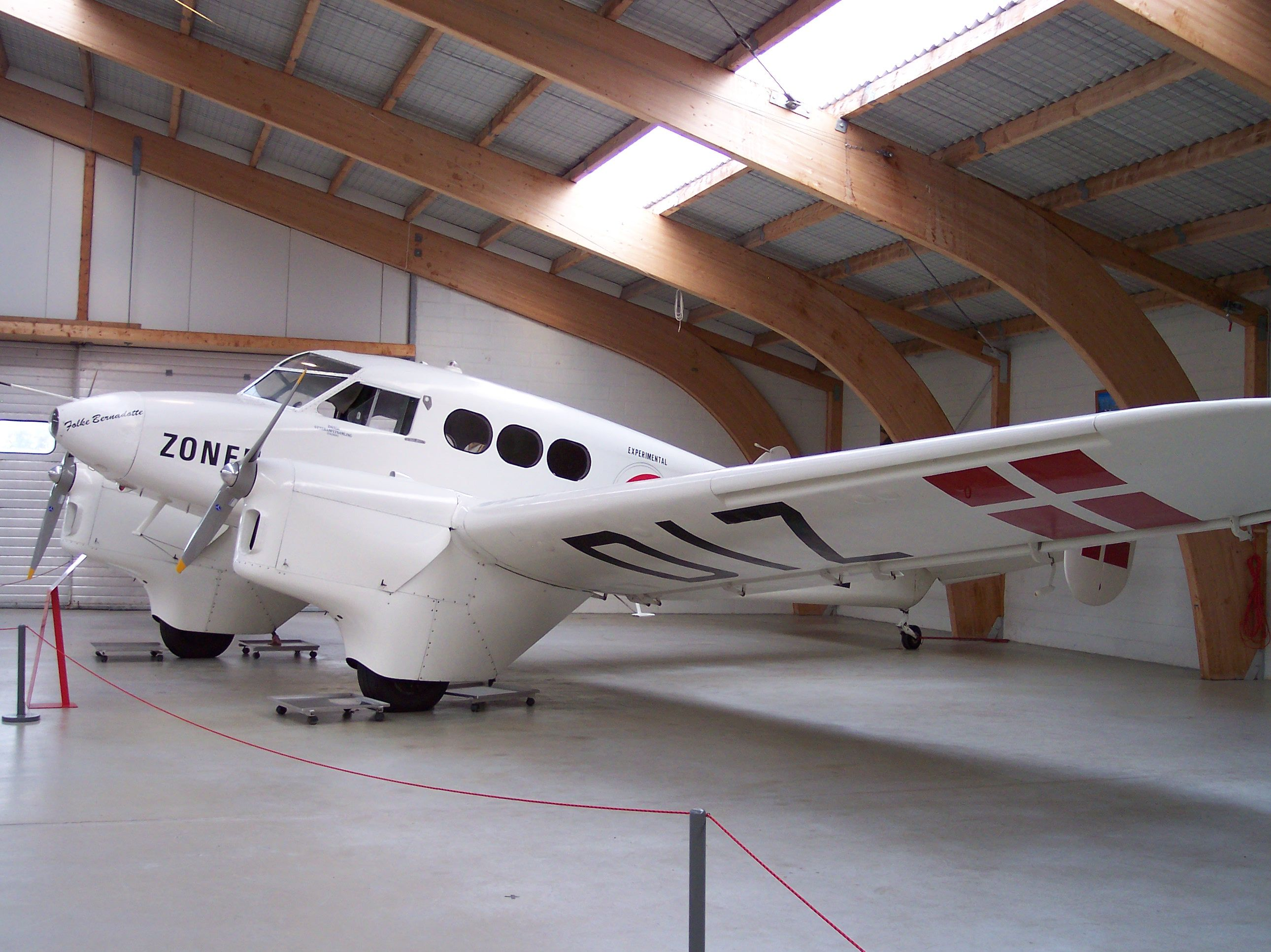
SAI KZ IV der Dänischen Luftambulanz
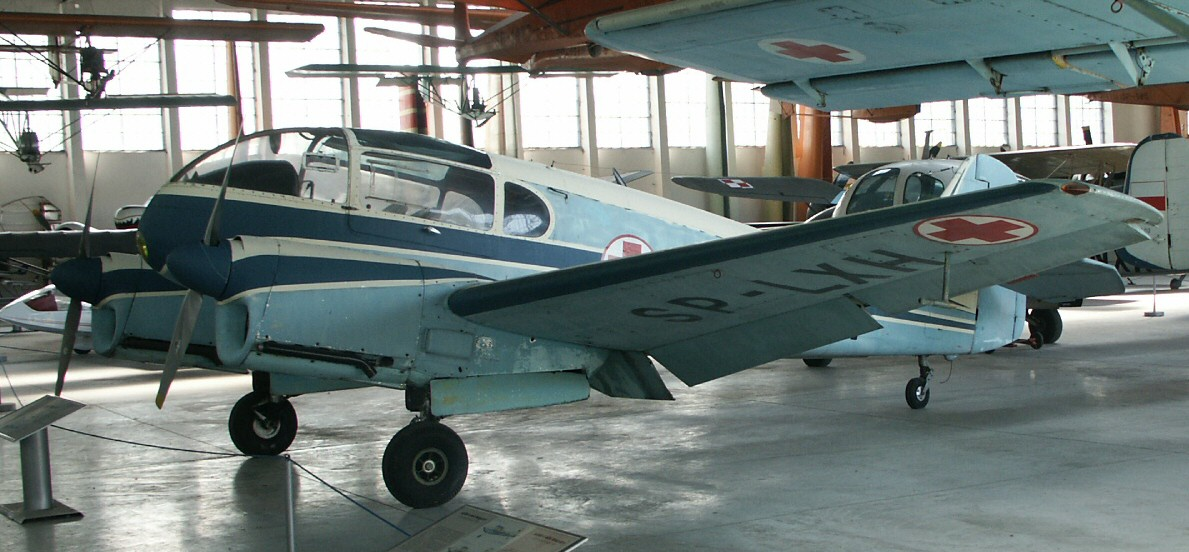
Aero Ae-145 als Ambulanzflugzeug in Polen